# Église Saint-André de Saint-André
Pour les articles homonymes, voir Église Saint-André.
L’église Saint-André est une église catholique de l'île de La Réunion, département d'outre-mer français dans le sud-ouest de l'océan Indien. Elle se situe dans l’est de l'île, sur la commune de Saint-André, en plein centre ville.
L’église fut érigée en 1752 et possède depuis 2006 une relique de l’apôtre André, datant du XIIe siècle.

## Historique
En 1740, on dénombre 45 familles de blancs et d’esclaves habitant le quartier de Saint-André. Ces familles souffrent de ne pas avoir d’église ; les habitants doivent, pour assister aux offices du dimanche, se rendre à Sainte-Suzanne ou à Saint-Benoît. Les conditions climatiques telles que les crues des rivières, les mauvais sentiers et la distance, les privent d’enseignements religieux et de secours spirituels en cas de maladie. C’est pourquoi ils déposent une requête au préfet apostolique M. Criais et à la Compagnie des Indes.
Dès juin 1740, les terrains prévus sont achetés par les fidèles et en 1743 débute la construction d’une chapelle en bois sous la responsabilité du père Jean-Antoine d’Urre de Beaumetz. Mais, ce dernier étant malade, le père Jean Charles René prend la relève en 1749 ; les travaux de maçonnerie se terminent mais un incendie consume la chapelle et détruit les ornements et les vases sacrés.
Cet incident relance de nouveaux travaux de l’église qui s’achèvent en 1751. Mais en 1793 la ville de Saint-André devient l’un des bastions contre-révolutionnaires des colons dans le mouvement des « Amis de l’ordre » visant à empêcher l’affranchissement des esclaves. 
En réponse à ces événements contestataires, l’Assemblée Coloniale décide de raser l’église en 1795 et supprime la commune, dont le territoire sera partagé entre Sainte-Suzanne et Saint-Benoit.
Cet événement marque l'explorateur Jean-Baptiste Bory de Saint-Vincent qui était de passage dans le quartier : « L'église de Saint-André qui n'offre plus que des ruines, et que, pendant leur règne à Mascareigne, les sans-culottes démolirent par un coup de leur rare courage et de leur profonde sagesse. »
En 1796, la même Assemblée coloniale autorise la reconstitution de la paroisse, elle est effective dès 1797. Le quartier demeure alors sans église et sans curé.
En 1817 arrive le père Minot, qui lance la construction d’une nouvelle église qui sera bénie en novembre 1821 et consacrée en 1852 par le premier évêque de la colonie Monseigneur Florian Desprez. Le père Minot meurt le 11 mai 1856, un éloge funèbre est célébré par Monseigneur Desprez, évêque de Saint-Denis, en présence du gouverneur Louis Henri Hubert-Delisle : « C'est surtout dans la paroisse de Saint-André que j'aime à dépeindre le bon pasteur selon l’Évangile. Vous le connaissez, mes frères ; le père Minot s'était pris d'une affection particulière pour ce quartier, il l’aima, il le para comme on pare une épouse chérie. Le quartier n'avait pas d'église ; pour en construire une il fallait un homme intelligent, actif, désintéressé, un homme qui, par la haute confiance qu’inspiraient son caractère et ses vertus, provoquât le concours des fidèles à l'œuvre méditée. »
Un décret de l’empereur donne l’autorisation d'inhumer le corps du père Minot dans cette église à laquelle il a voué sa vie.

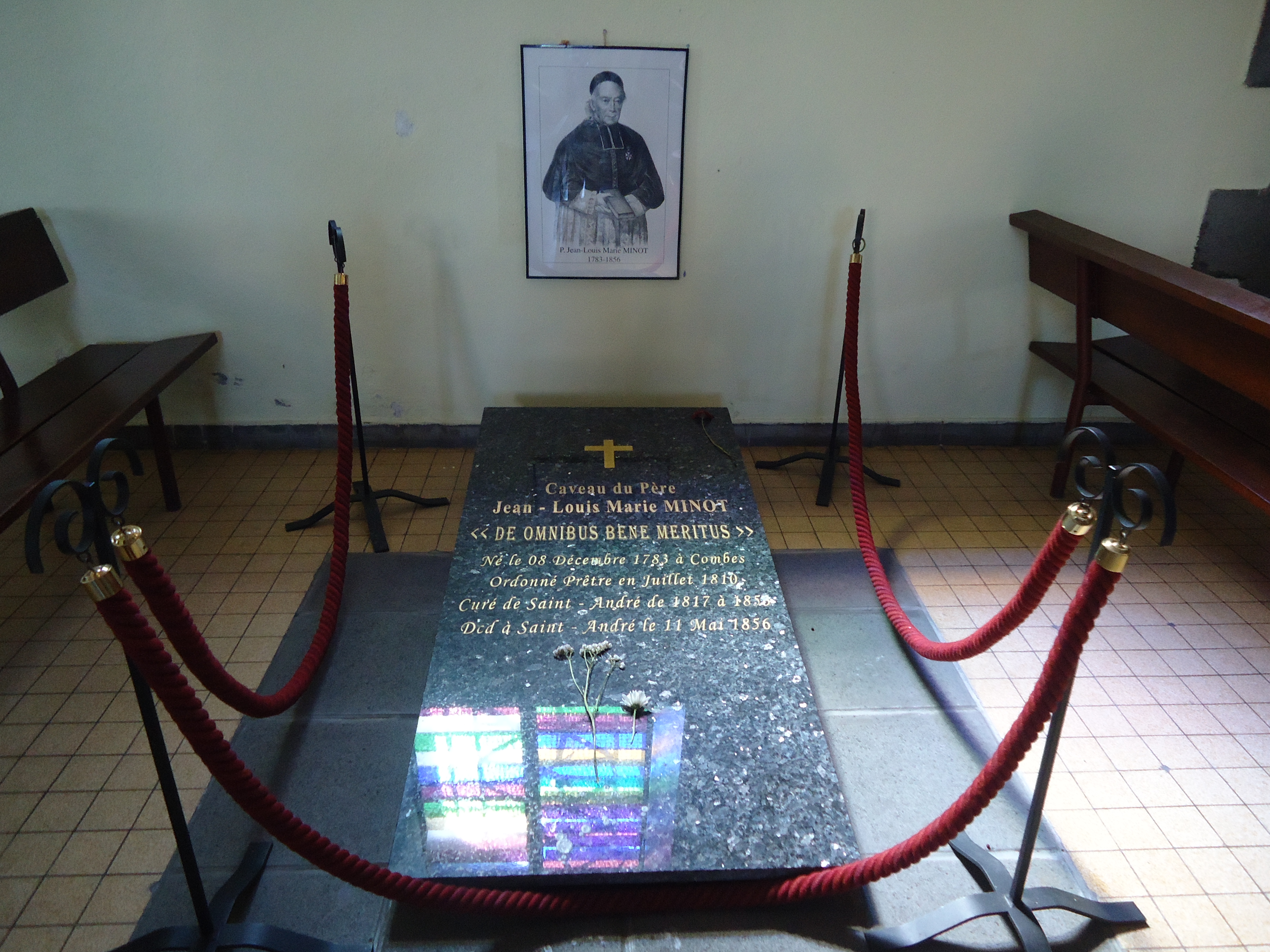
Tombeau du père Minot
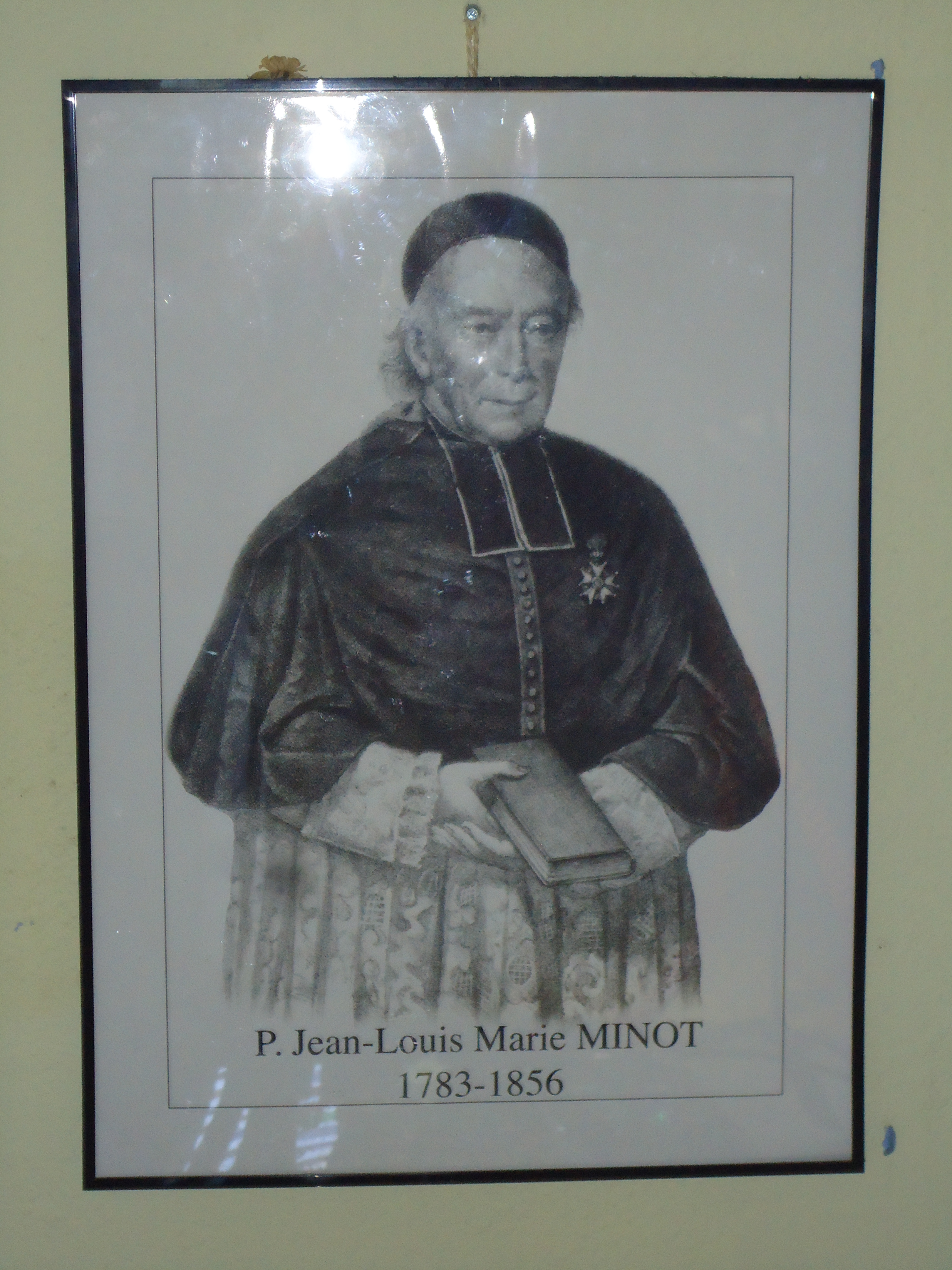
Père Minot

Puis le père Répond fait d’importants travaux d’agrandissements entre 1960 et 1964 et c’est le père Émile Baptiste qui réalise les vitraux.

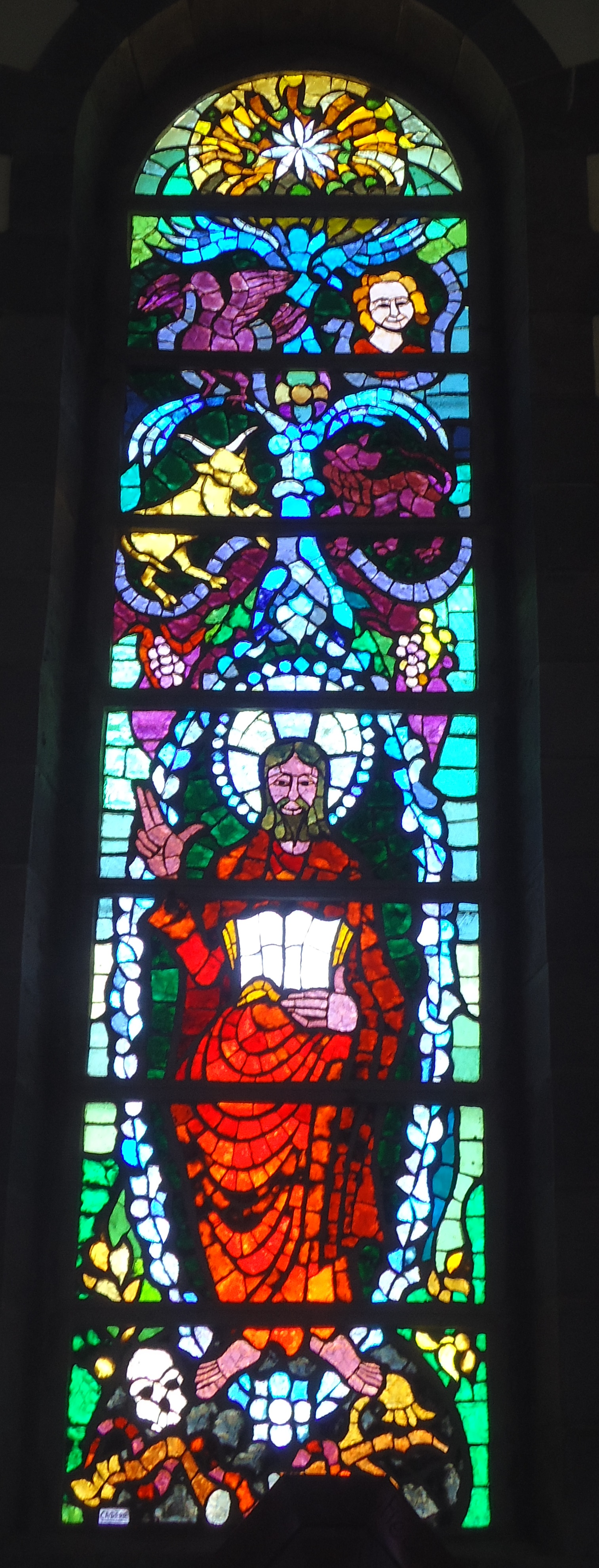
Le Christ en gloire tenant le Livre des Écritures

## Dates importantes
- 1743 : construction d'une chapelle en bois.
- 1750 : la chapelle en bois prend feu.
- 1752 : construction d'une première église.
- 1795 : l'église est rasée.
- 1817 : arrivée du père Minot.
- 1821 : une seconde église est construite et bénie.
- 1852 : consécration de l'église par Monseigneur Desprez, premier évêque de la colonie.
- 1856 : décès du père Minot.
- 1944/1945/1948 : de violents cyclones endommagent l'église.
- 1959 : travaux et projet d'agrandissement.
- 1963 : inauguration de l'église.
- 2001-2004 : travaux de restauration avec l'appui du C.H.A.M[6]
- 2006 : arrivée de la relique de l'apôtre saint André[7].

## Architecture
La première église construite entre 1747 et 1751 ayant été détruite, le père Minot décide alors de bâtir une nouvelle dont les travaux débutent en 1817 et s’achèvent en 1819.
Comme l’église de Saint-Denis, de Sainte-Suzanne et de Saint-Benoit, l’église de Saint-André est construite sur un plan basilical :
- arcs en ogives retombant sur deux alignements de colonnes en basalte taillé qui rythment la progression vers l'autel majeur placé dans une abside.
- nef à six travées surmontée d'une voûte en bois est séparée des bas-côtés par des piliers à section rectangulaire supportant des arcades en plein cintre.
- colonnades en pierre de taille supportant des arcades la séparant des bas-côtés qui attestent d’un savoir-faire précurseur sur l’île.
- élévation intérieur de l’église du style néo-classique.
- grande ouverture en ogive et la flèche qui surmonte le clocher, relèvant de l'influence néo-gothique.
- portique en pierre de taille supportant un clocher en bois existant déjà en 1836-1837, période durant laquelle Étienne d'Hastrel réalise un dessin du monument.

Tous ces éléments prouvent la présence d'un des premiers exemples d'architecture éclectique à La Réunion, mélangeant influences néo-classiques et néo-gothiques.

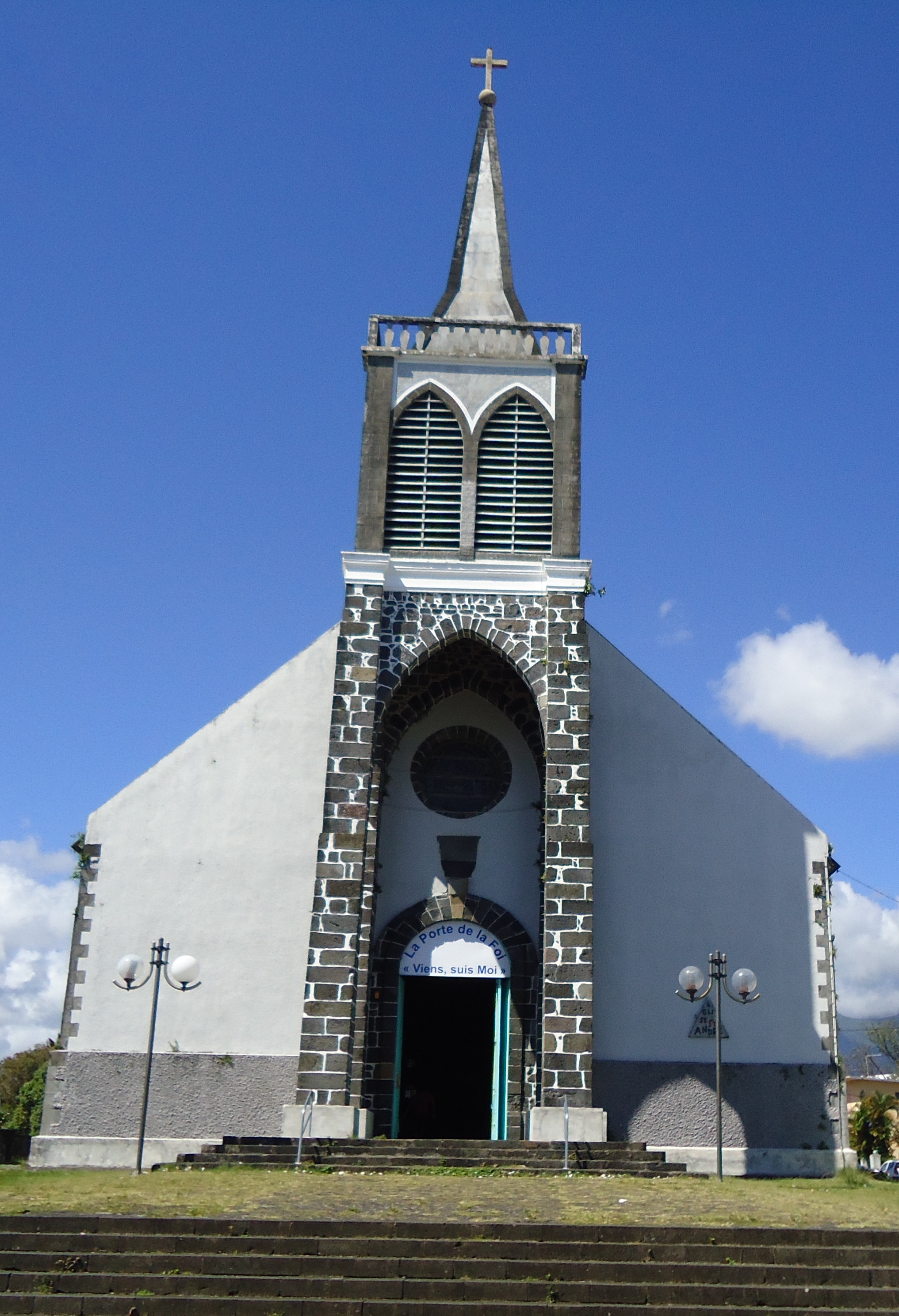
Façade de l'église
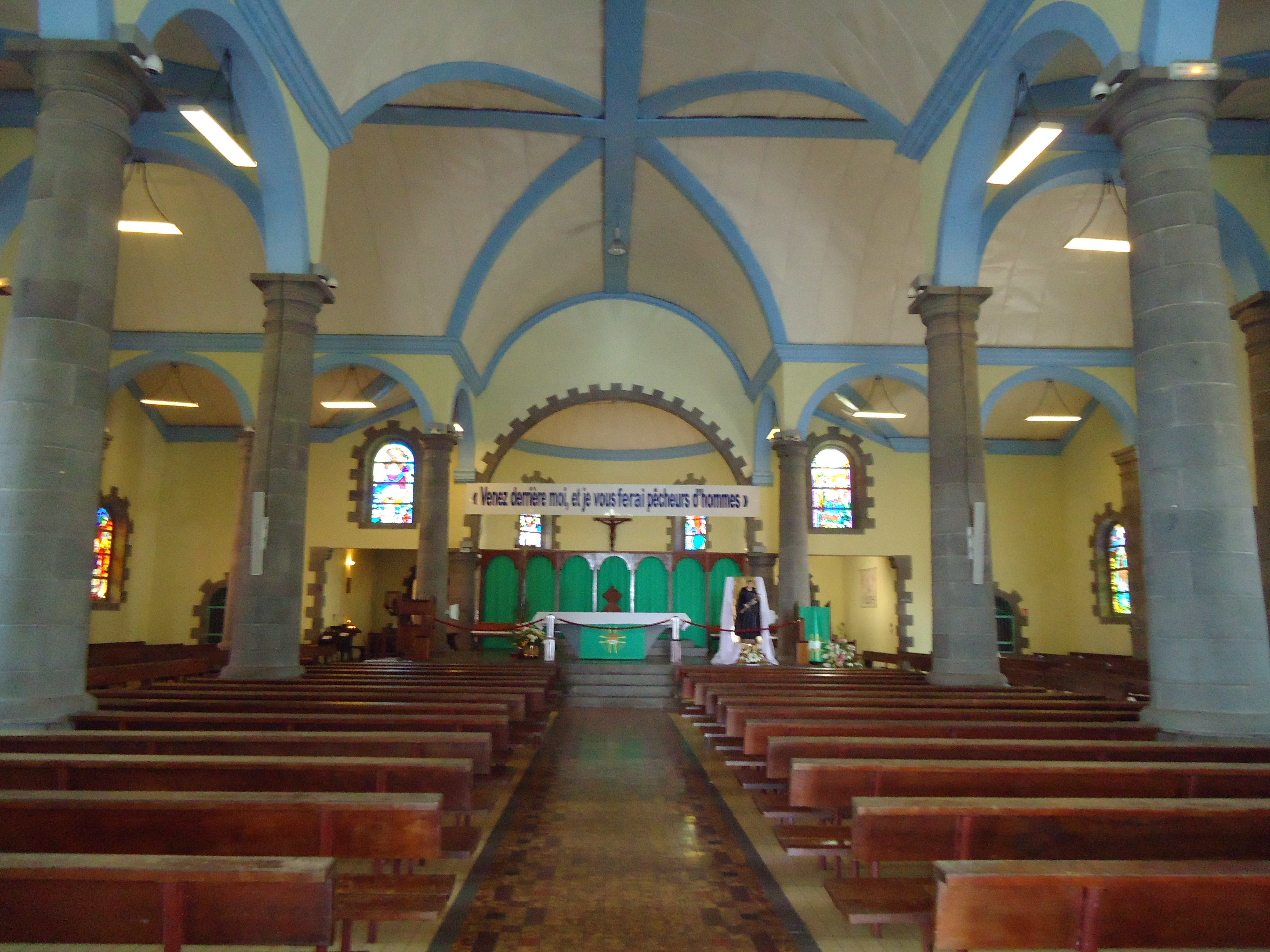
Nef
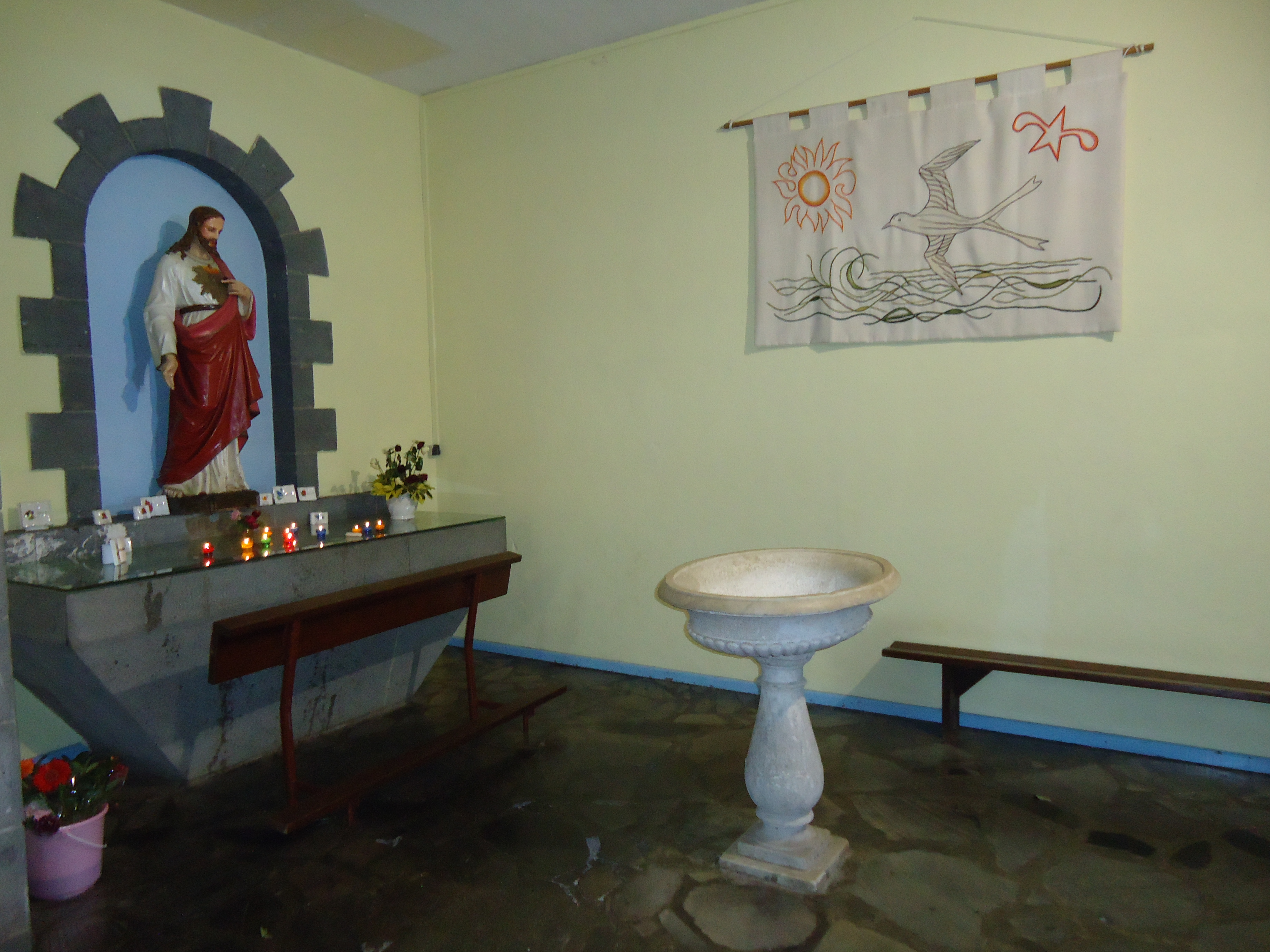
Statue de Jésus et fonts baptismaux-Narthex
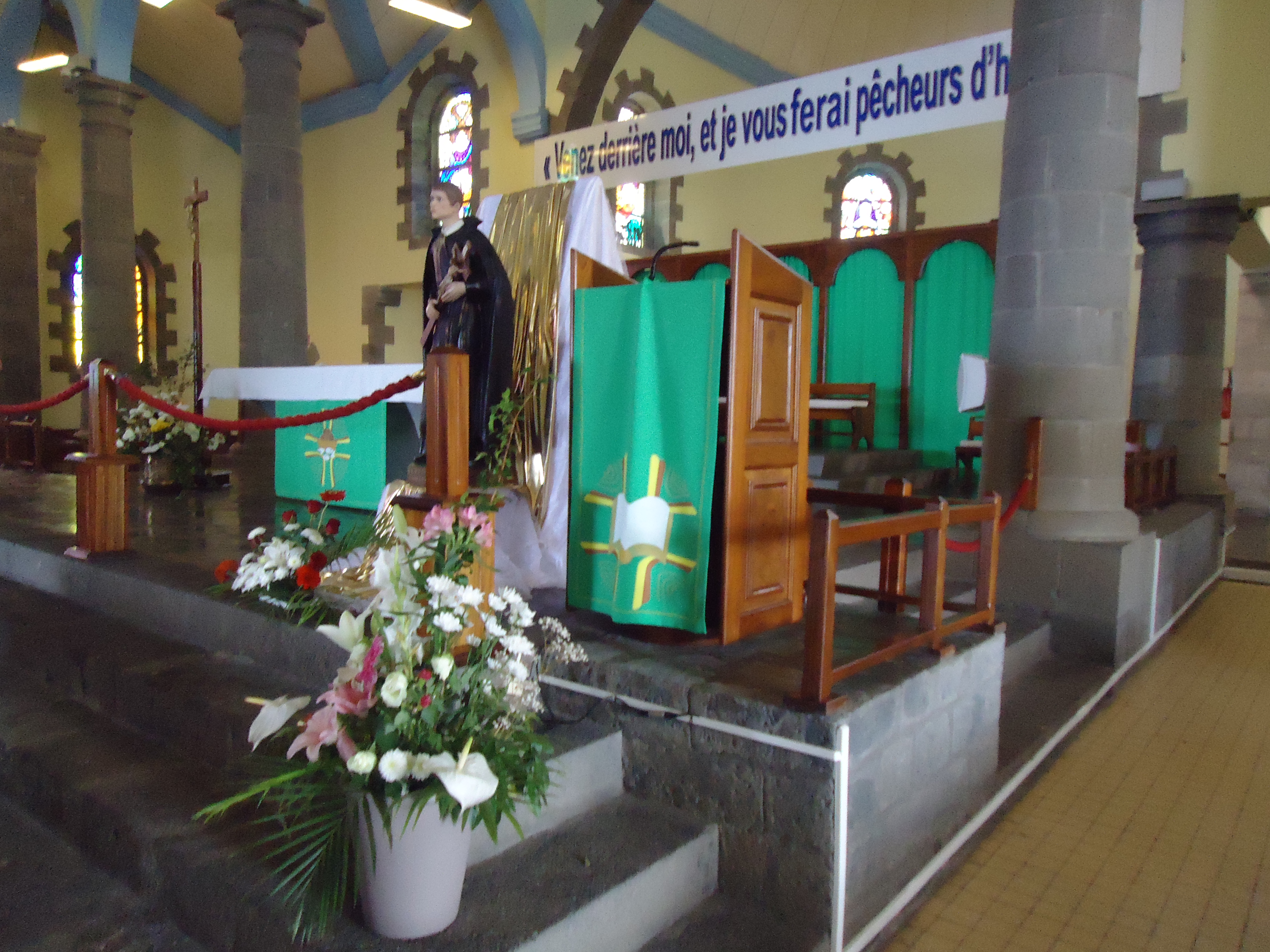
Autel
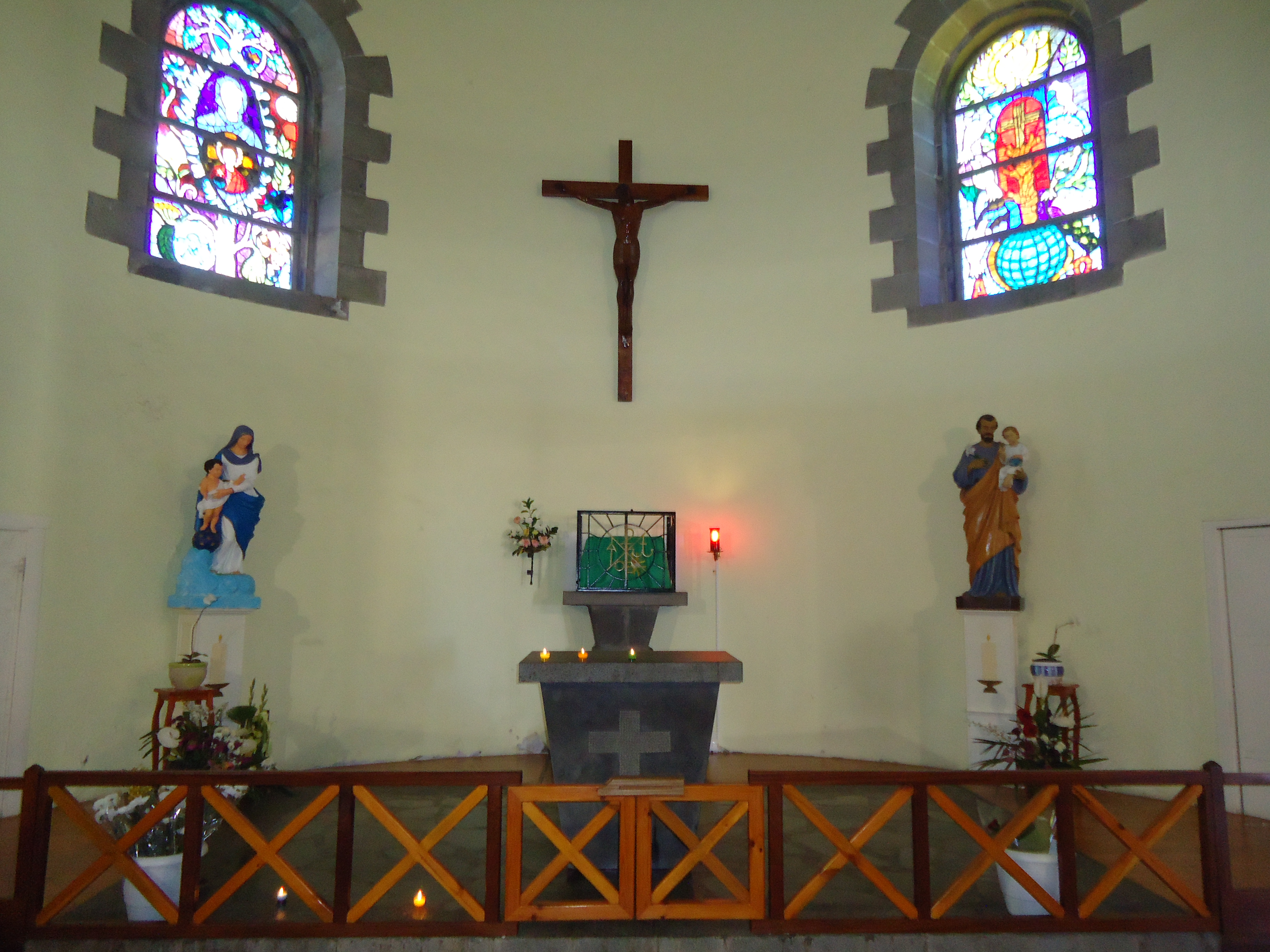
Abside
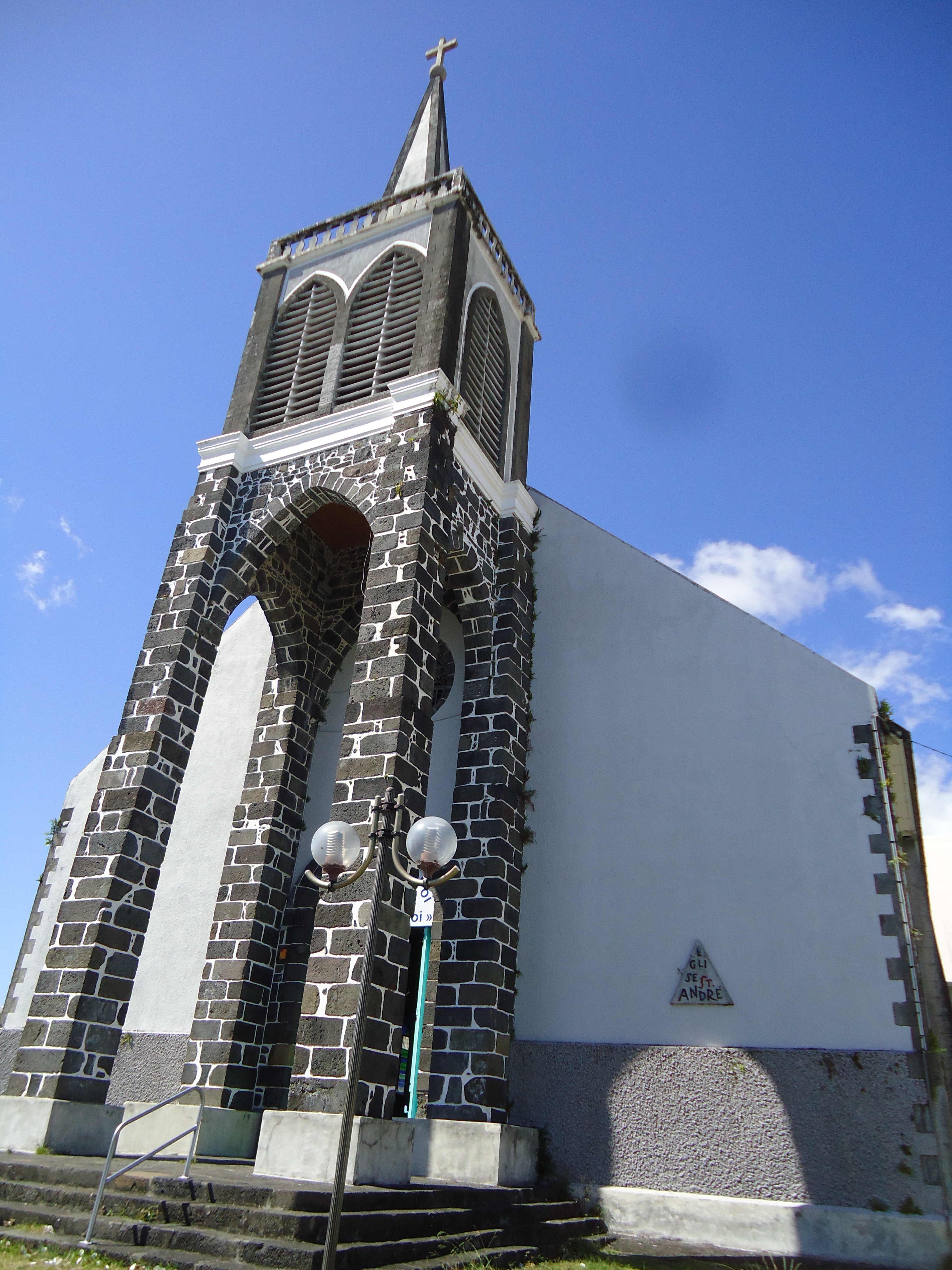
Parvis de l'église

## Éléments remarquables

### Vitraux
Le vitrail, art apparu tout au début du Moyen Âge, symbolise des moments importants de la Bible et permet aux chrétiens « de comprendre que le monde a été créé par la parole de Dieu en sorte que les choses visibles ont une origine invisible ».
Les nombreux vitraux dans l'église de Saint-André ont été réalisés par le maître-verrier Charles Carrere et datent de l'époque du père Émile Baptiste :

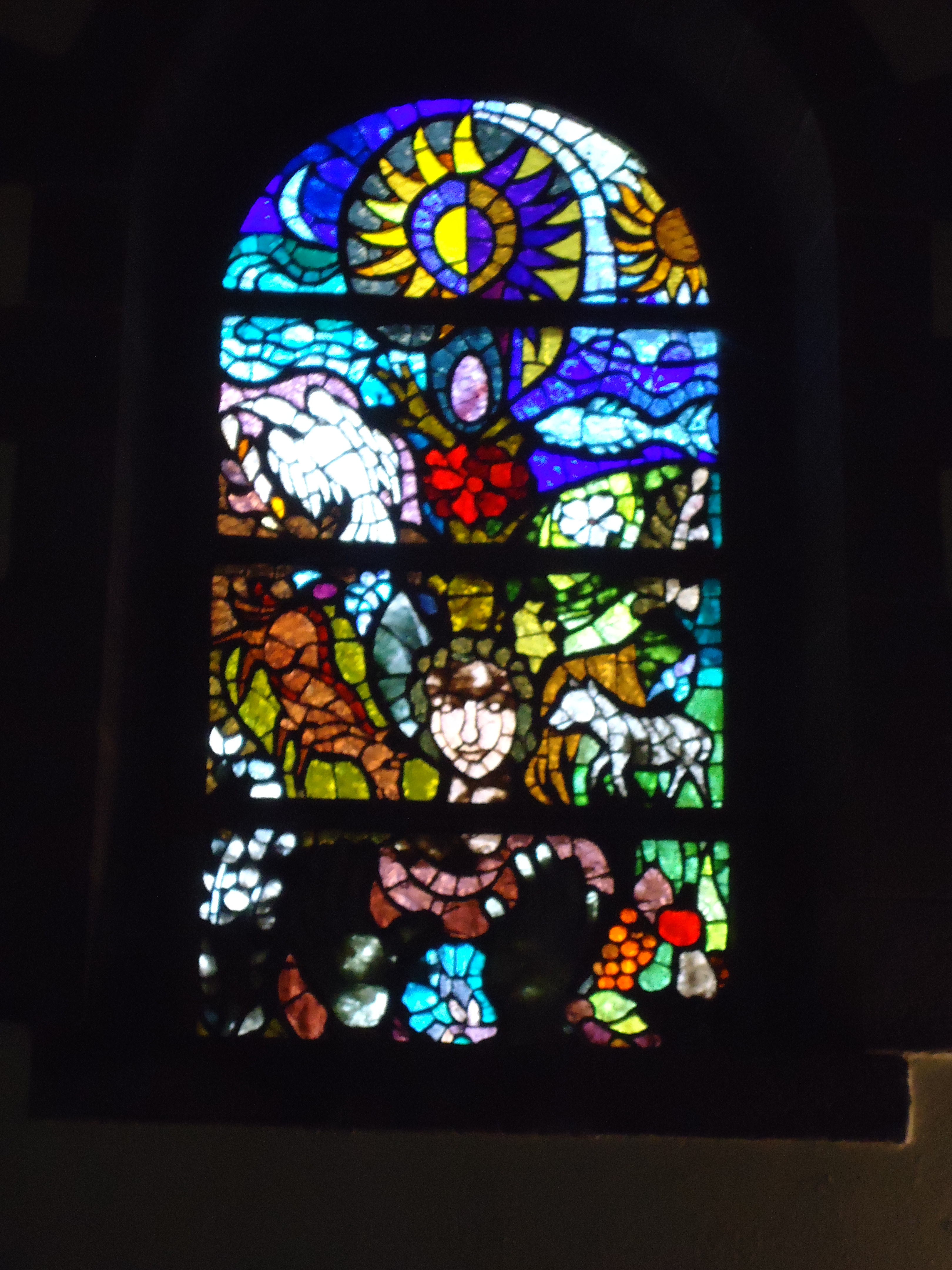
La création, suivant le récit de la Genèse
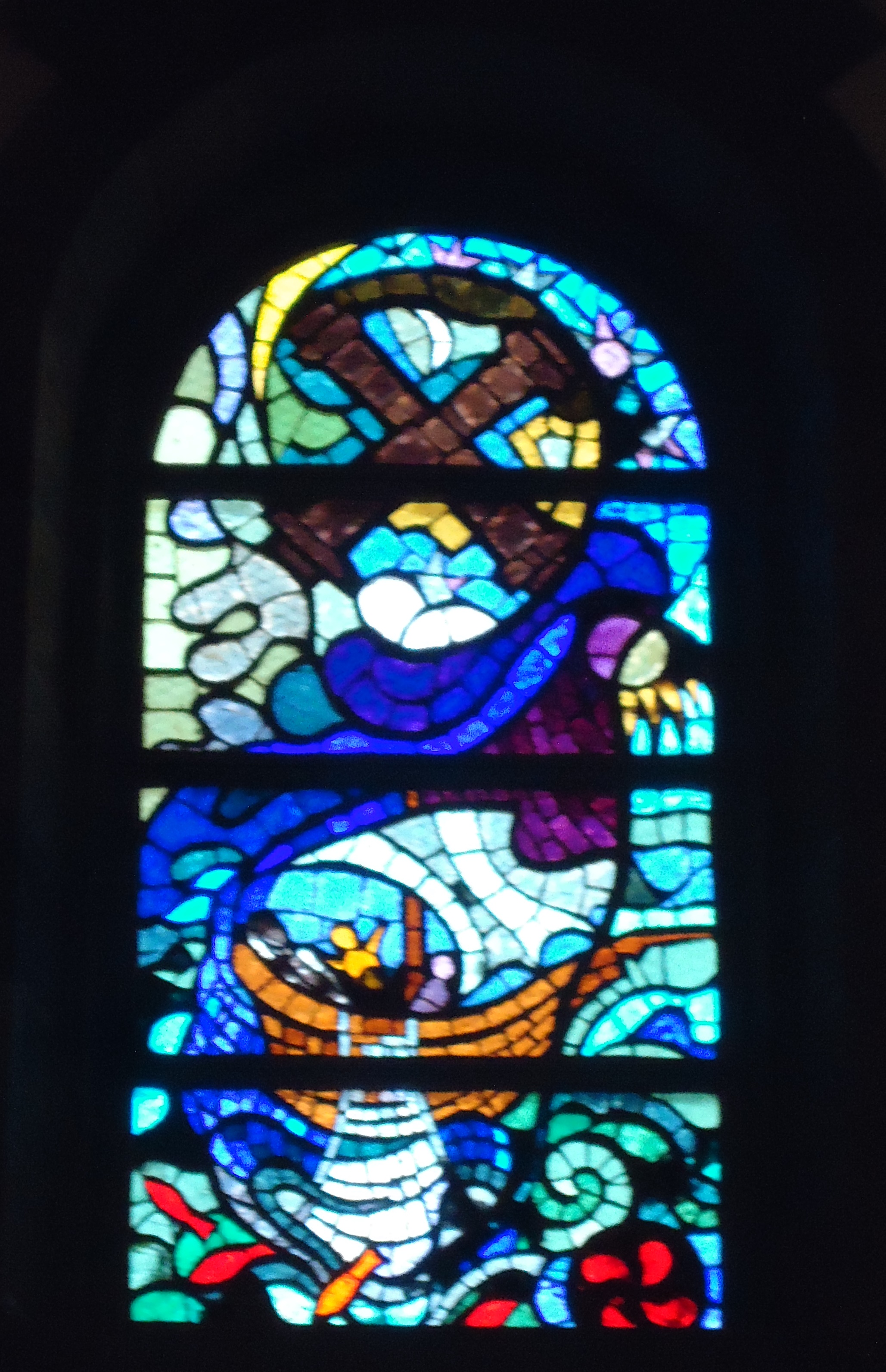
Pêche miraculeuse
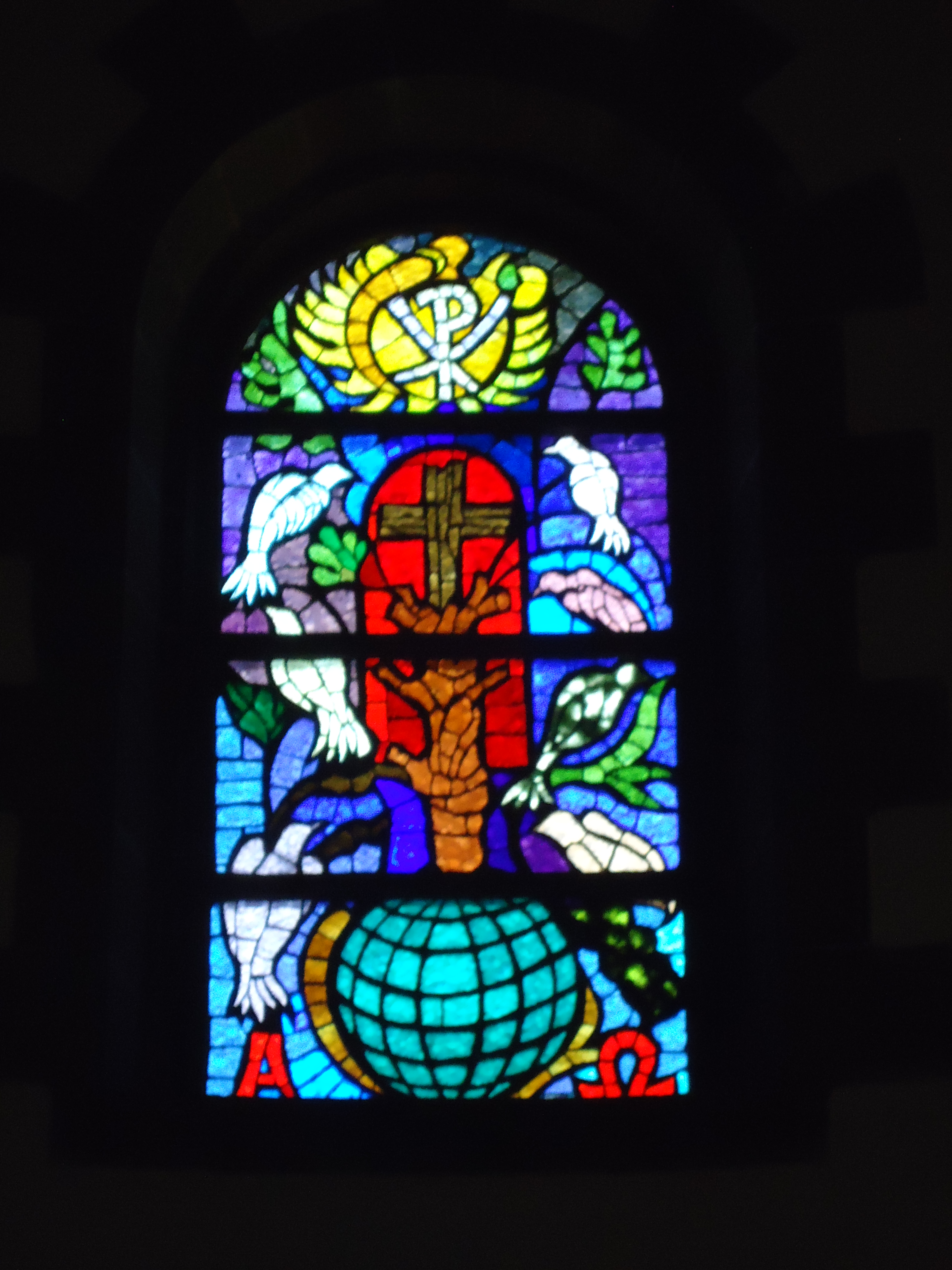
La croix du Vendredi Saint
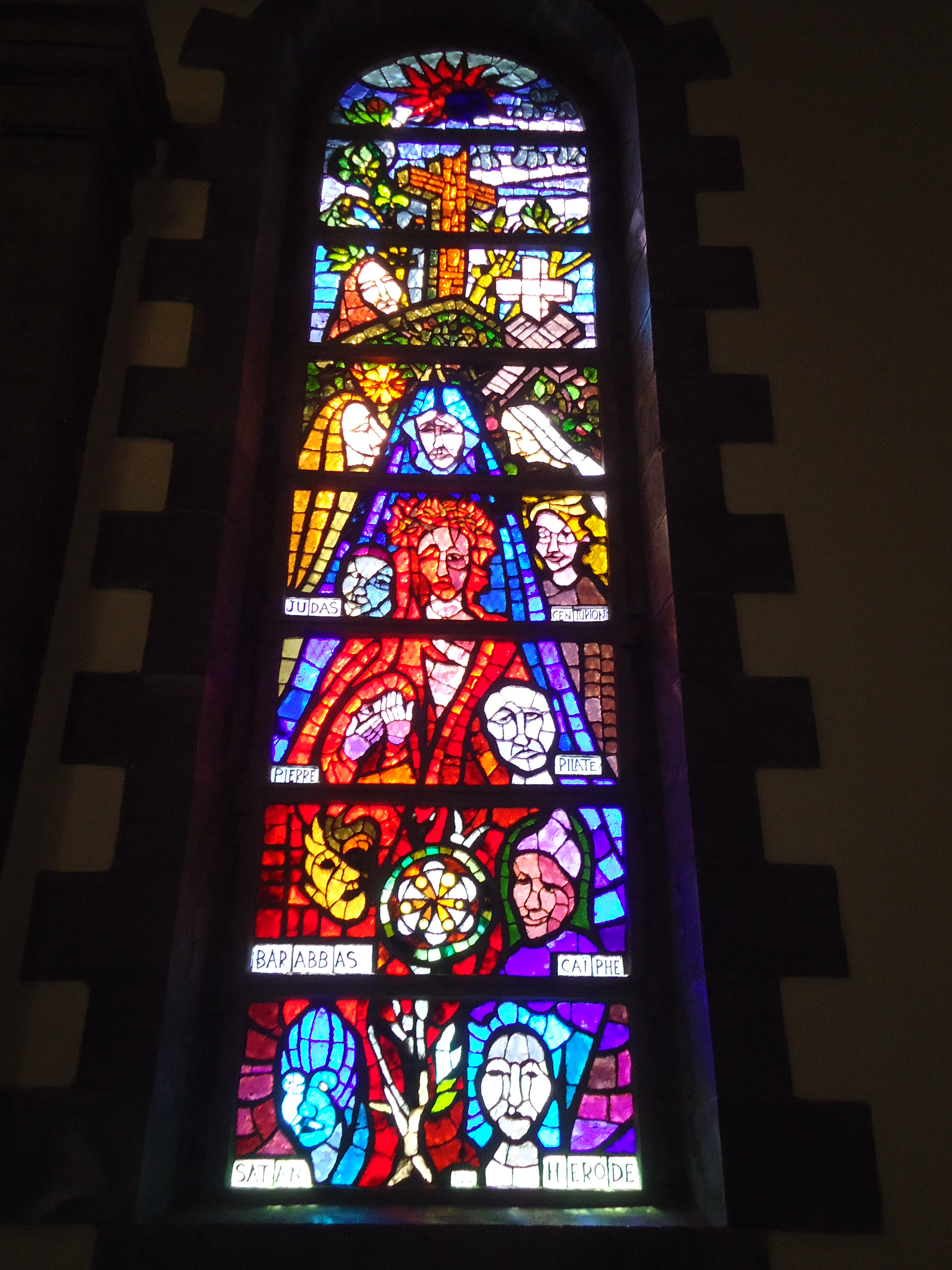
Isaïe 52, liturgie du Vendredi Saint

### Relique
Cette relique a été remise par l'archevêque italien d’Amalfi Monseigneur Orazio Sorricelli à Monseigneur Aubry le 25 novembre 2006. C’est un millier de fidèles qui assiste à cette scène unique, une relique fait de bronze et d’argent contenant un fragment de la mâchoire du premier apôtre de Jésus, Saint André.
Cette dernière était conservée depuis 1208 dans la cathédrale Del Duomo.
Le sénateur maire de Saint-André Jean-Paul Virapoullé et l’évêque de la Réunion Monseigneur Aubry ont concrétisé ce projet pour que ce transfert ait eu lieu, et aujourd’hui l’église de Saint-André arbore une tout autre dimension.

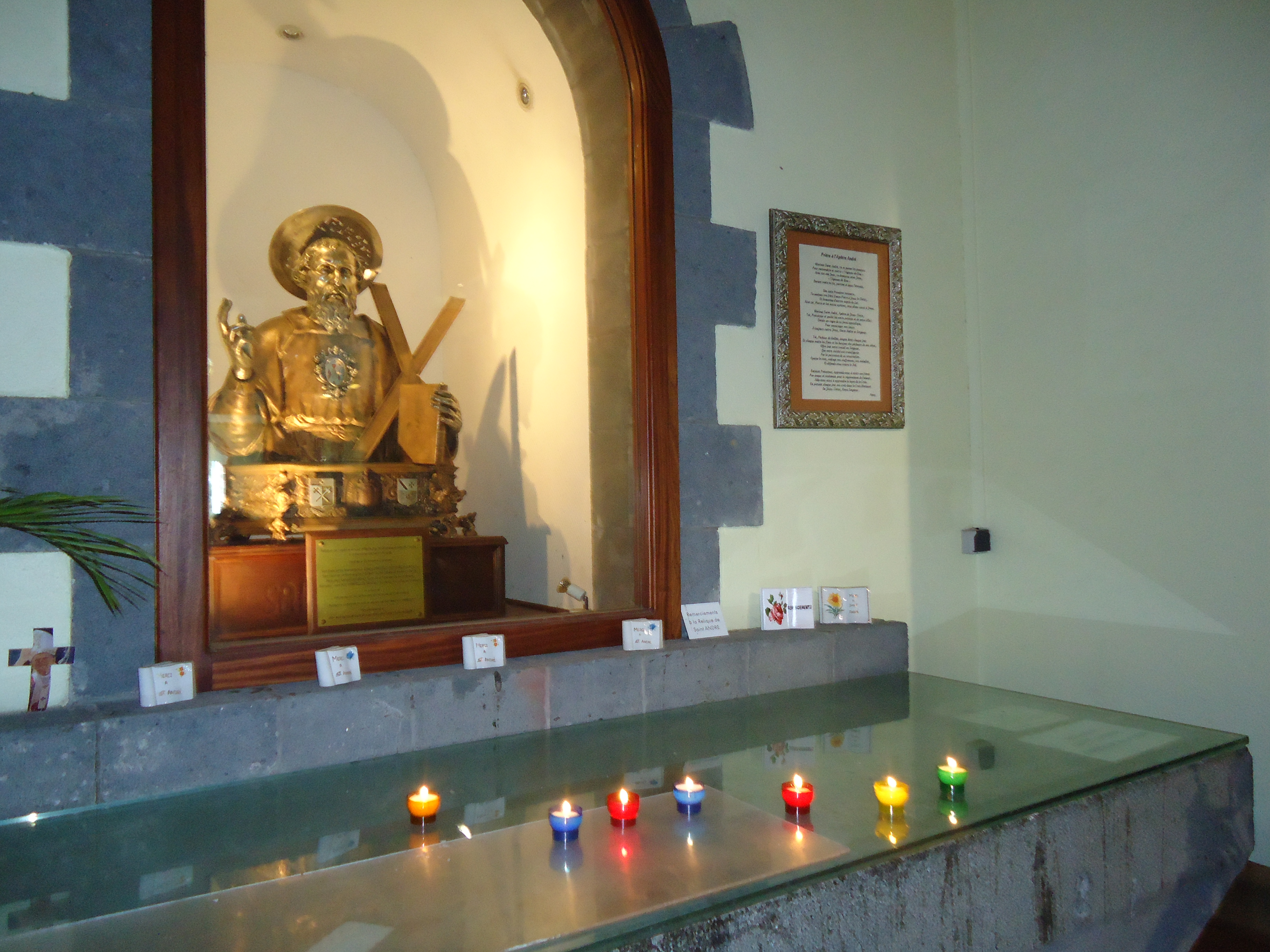
Relique de Saint André
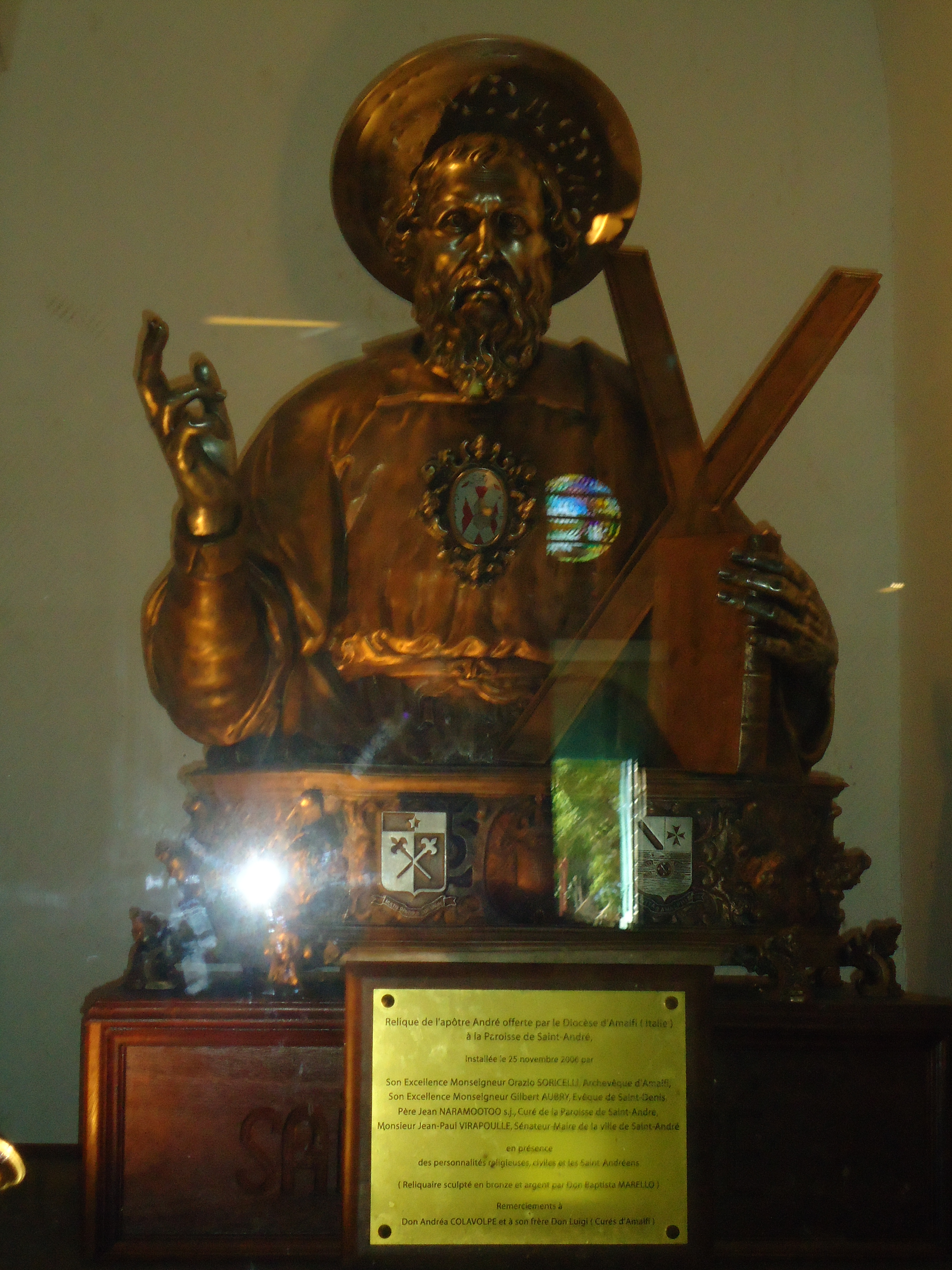
Relique de Saint André

### Différentes statues
À l'intérieur, les différentes statues de la Vierge Marie, de Joseph et de Jésus permettent aux fidèles de se recueillir.
À l'extérieur, on retrouve une statue de Jeanne d'Arc, élevée en 1899 par le père Lacombe pour remercier la mairie de Saint-André de toutes les aides financières qu'elle leur a octroyées, un calvaire de Jésus crucifié en bois et basalte de 1892 et enfin la statue de la Vierge Marie.

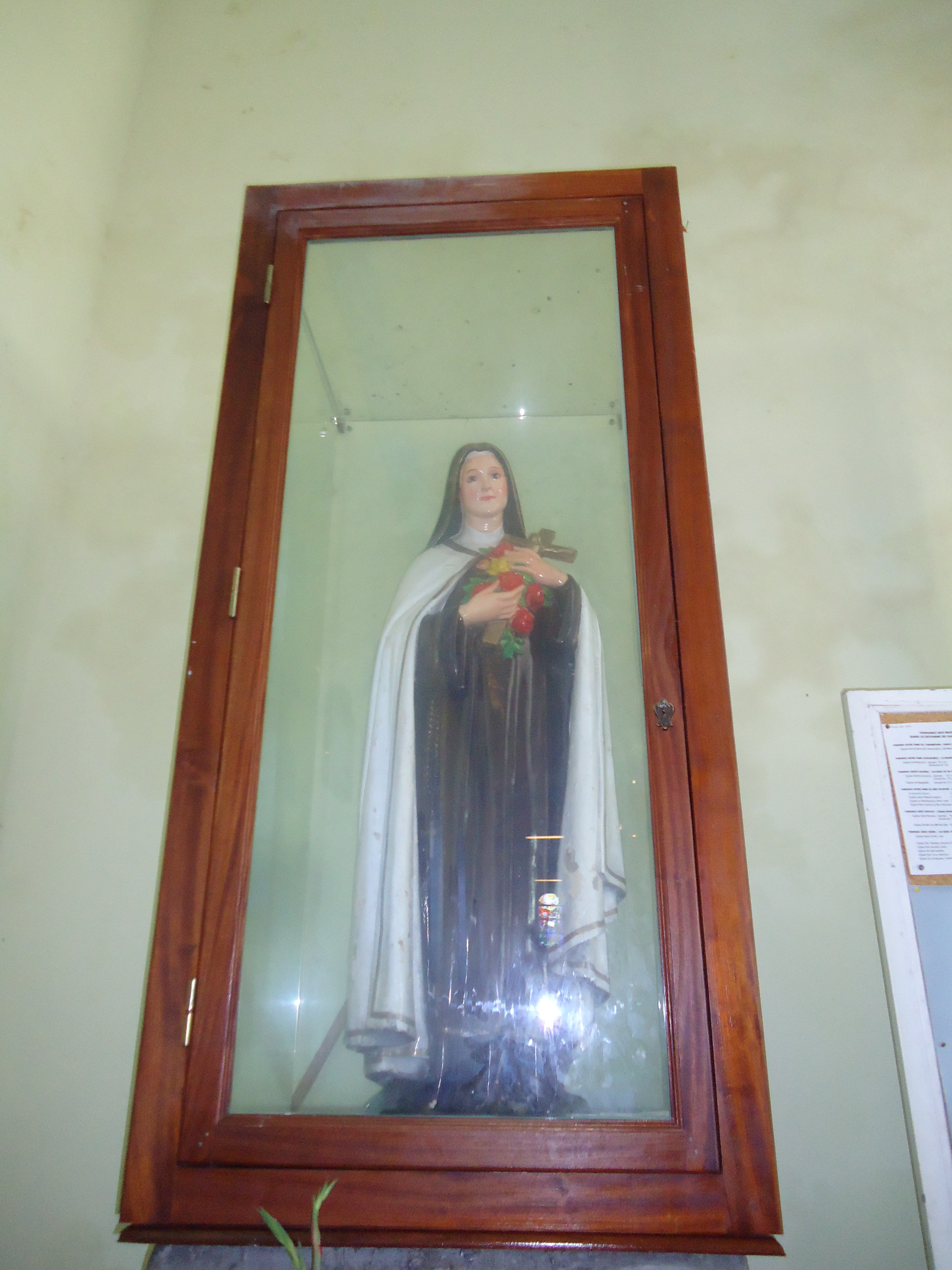
Statue de la Vierge Marie
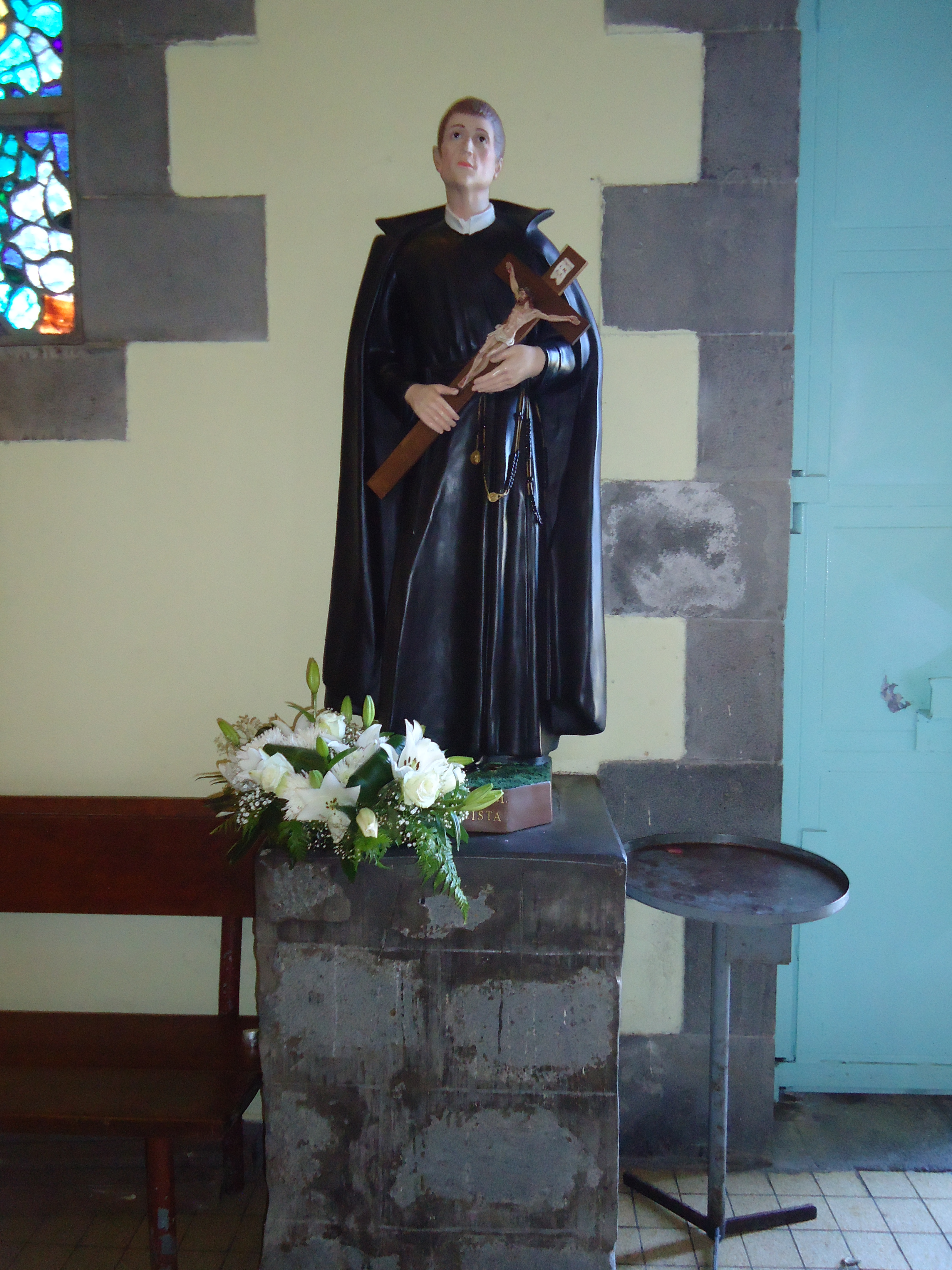
Statue à l'entrée
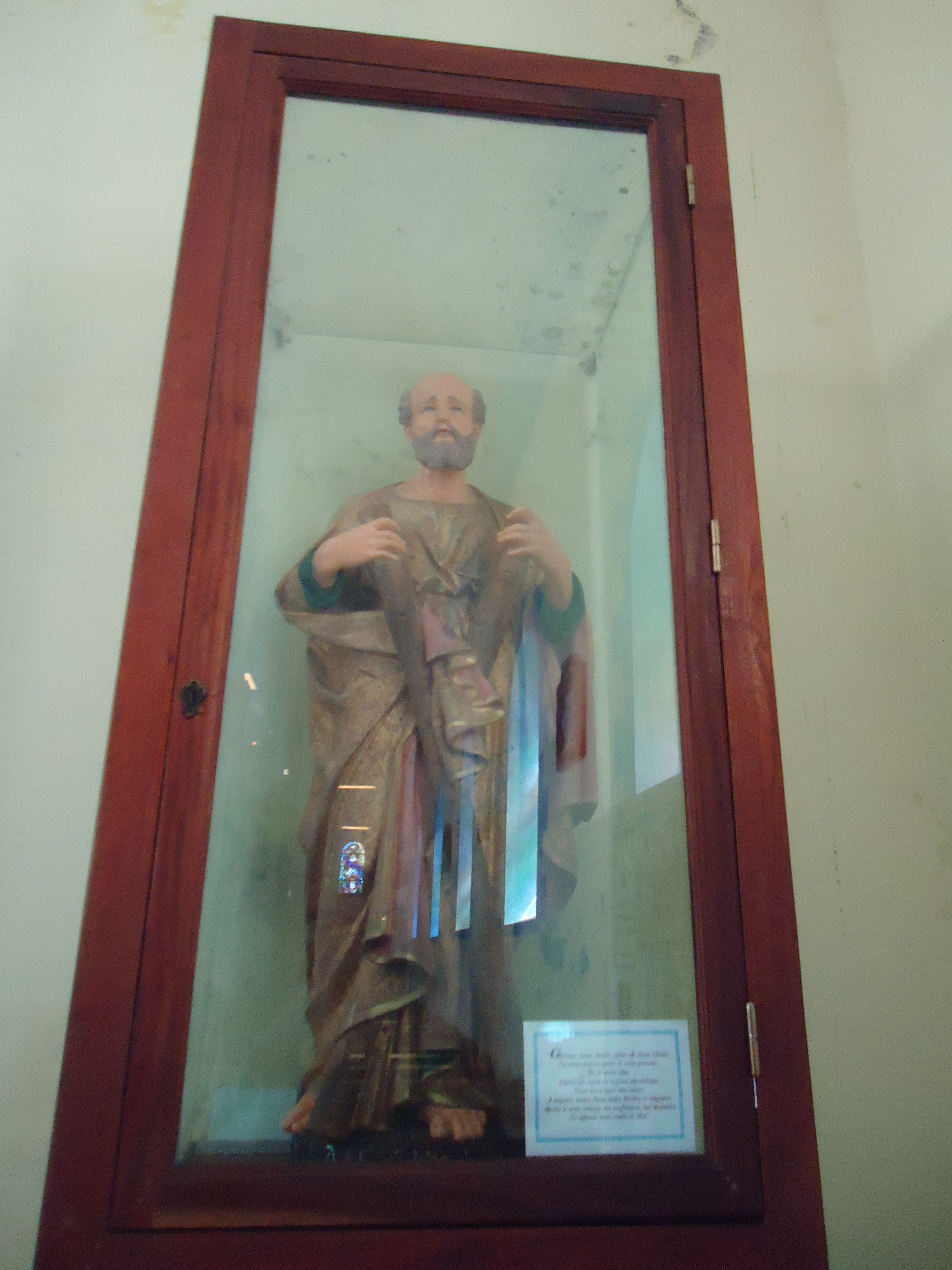
Statue pour invoquer
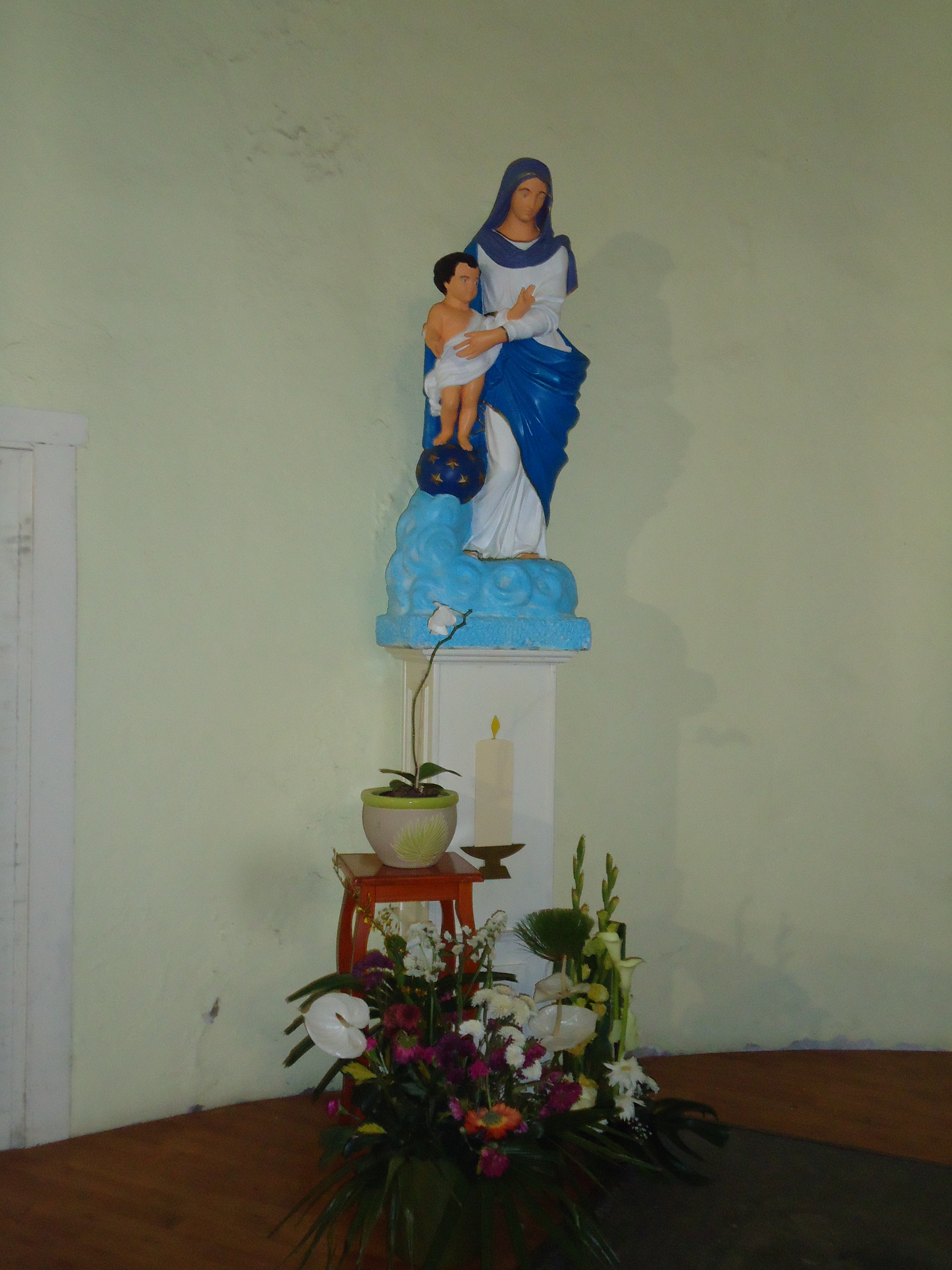
La Vierge Marie et son fils Jésus
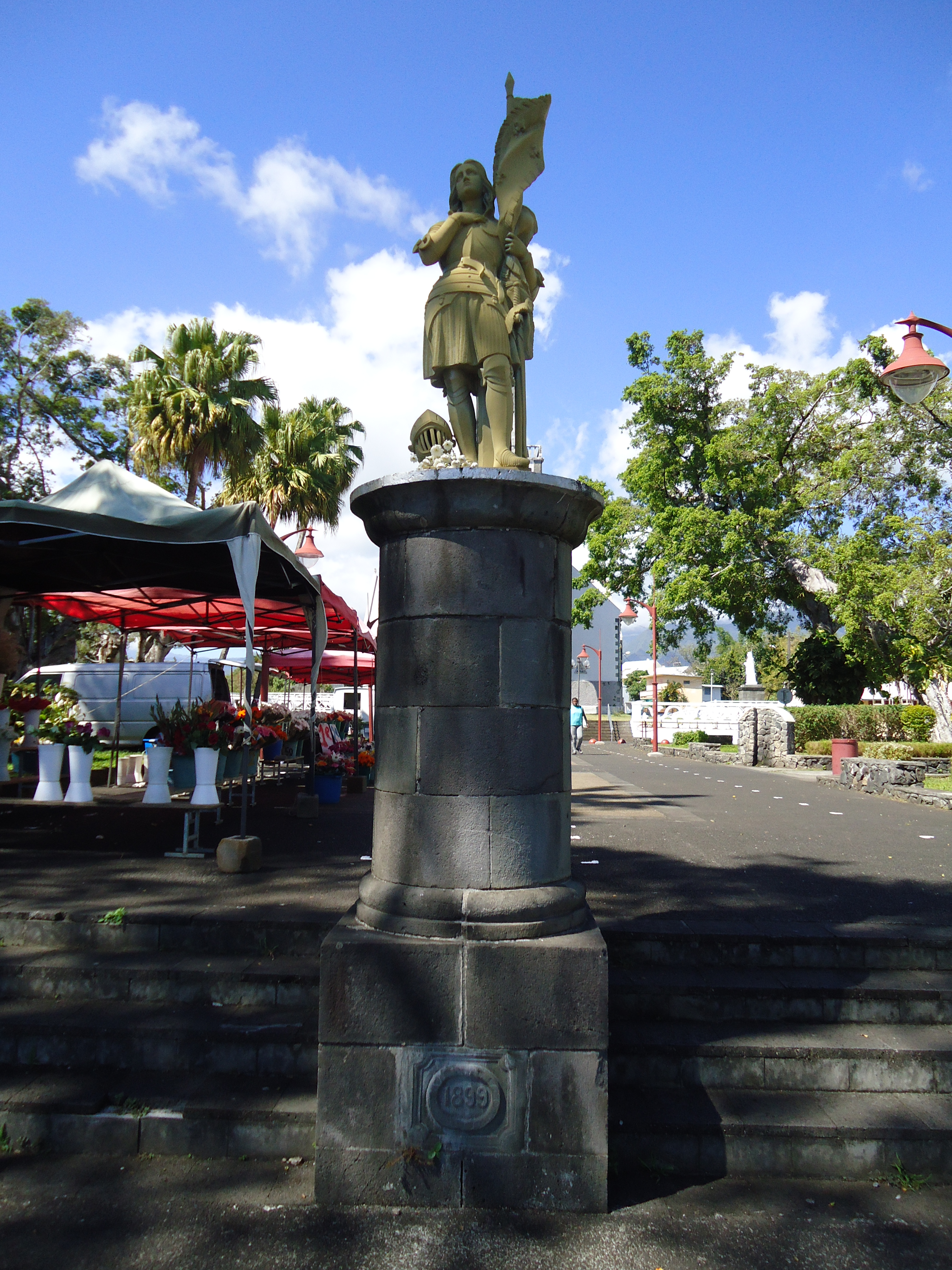
Statue de Jeanne d'Arc
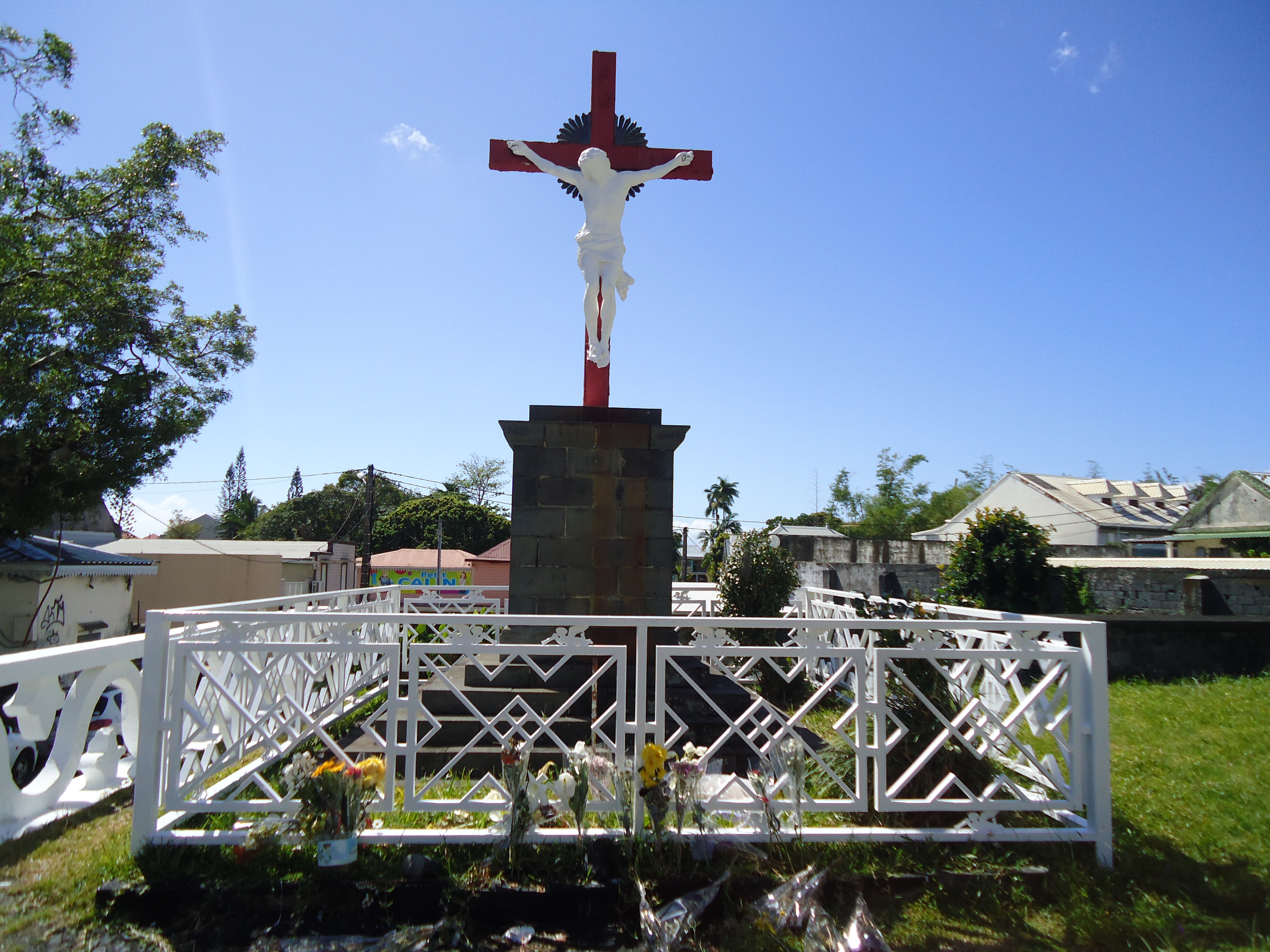
Crucifix de Jésus-Christ
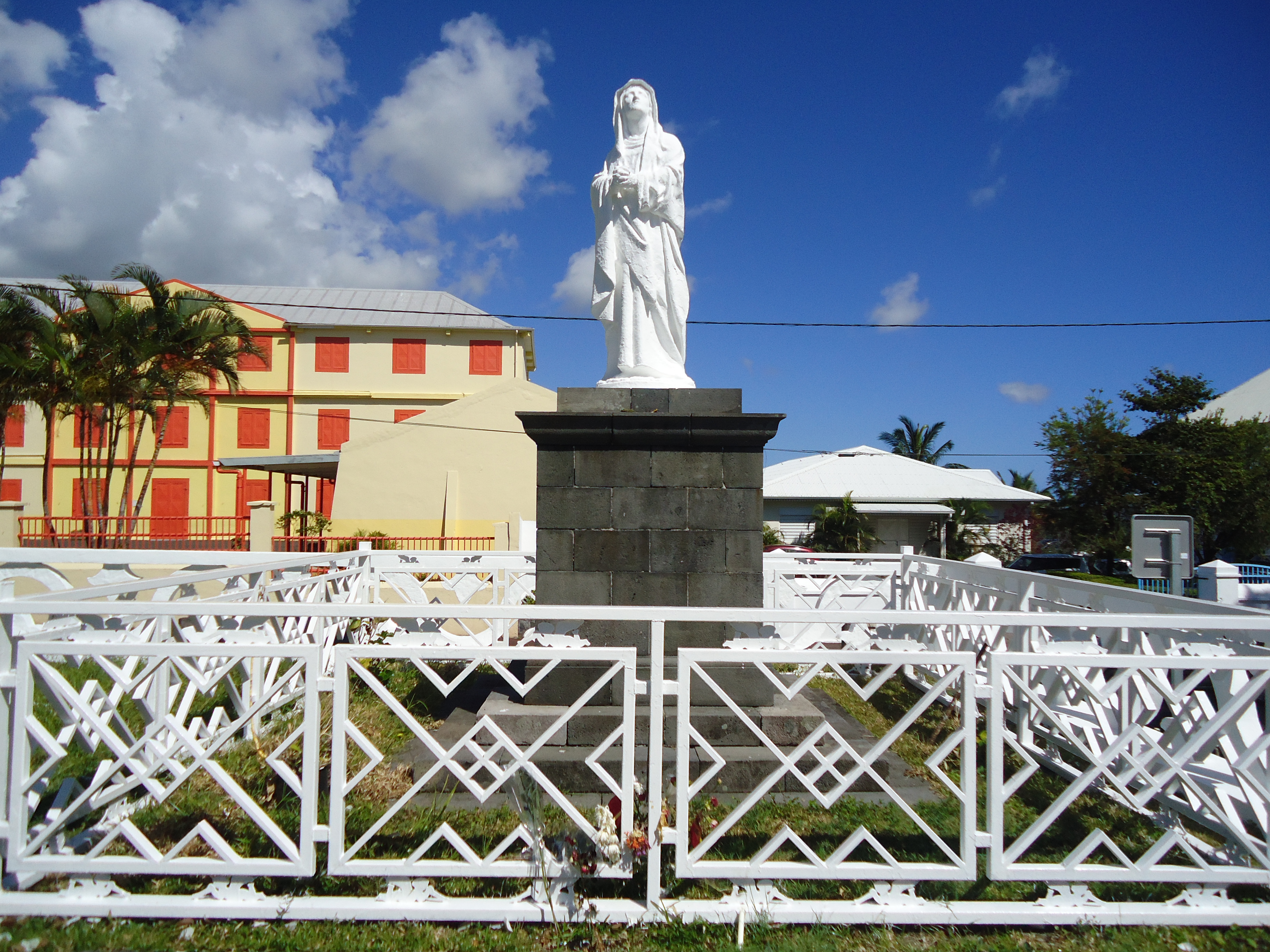
La vierge Marie